# Vicenzo Sinatra

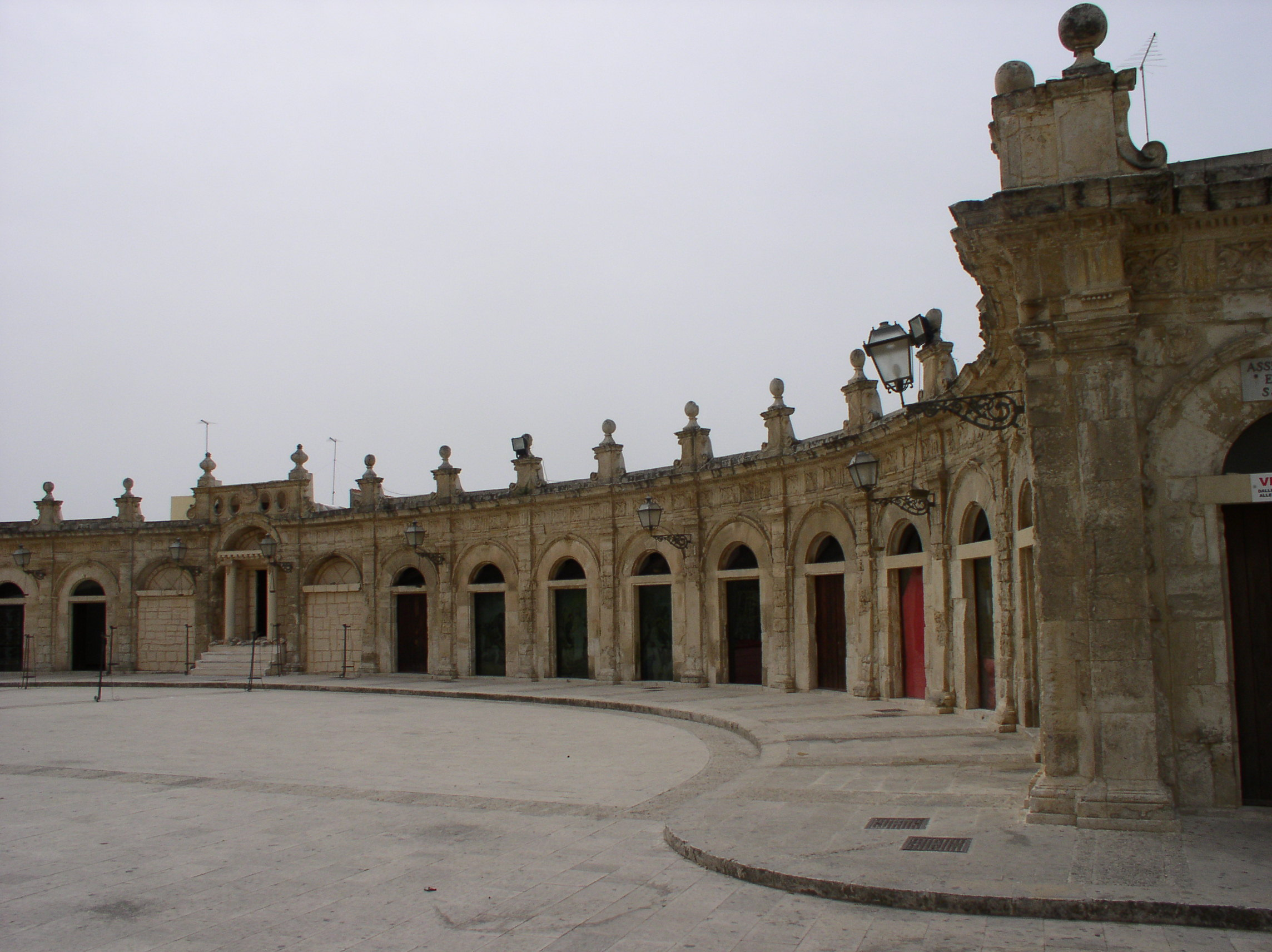
"Loggiato" a Santa Maria Maggiore a Ispica.

Vincenzo Sinatra (Noto, 1720 – 1765) va ser un arquitecte sicilià del segle xviii, nascut a Noto. Va ser alumne de Rosario Gagliardi, i va treballar en l'estil barroc sicilià i posteriorment dins del neoclassicisme. Després del terratrèmol que va afectar Sicília el 1693, la ciutat de Noto va ser completament reconstruïda a un nou lloc. Les seves obres a la nova ciutat inclouen l'església del Monte Vergine, l'església de Sant Joan Baptista, la Basílica de Santa Maria Maggiore i el seu "Loggiato" a Ispica. Un dels seus treballs més notables és el Palazzo Ducezio (actualment el municipi), la construcció del qual es va iniciar el 1746.